# 예극

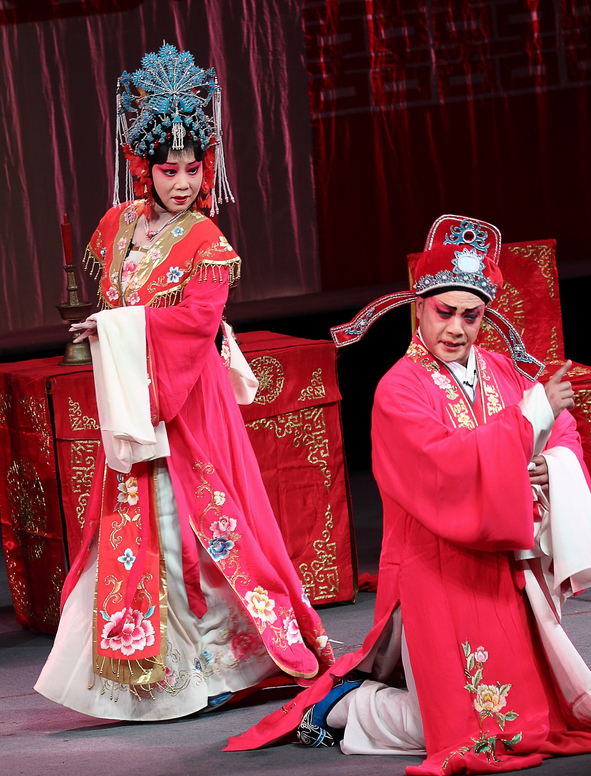
Yu performers

허난 방자(河南梆子; Hénán Bāngzi)라고도 알려진 예극 (중국어 간체자: 豫剧, 정체자: 豫劇, 병음: Yùjù)은 경극, 월극, 황매극, 평극과 함께 중국의 유명한 국가 연극 형식 중 하나이다. 허난성은 예극의 기원이다.허난성의 한 글자 약칭은 "豫"이고, 따라서 이 연극 스타일은 중화인민공화국의 건국 이후 공식적으로 "豫"로 명명되었다. 예극이 가장 흔하게 공연되는 지역은 황하와 화이허 주변 지역이다. 통계 수치에 따르면, 예극은 공연자와 극단의 수에 있어 가장 앞서가는 연극 장르였다.
허난성을 제외한 후베이성, 안후이성, 장쑤성, 산둥성, 허베이성, 베이징성, 산시성, 간쑤성, 칭하이성, 신장성 등의 성과 지역들은 모두 전문적인 위오페라단을 가지고 있다. 대만 가오슝에도 극단이 있다. 허난 연극의 역사는 200년 이상 전으로 거슬러 올라간다. 청나라 말기인 1644년부터 1911년까지 허난성에서 널리 퍼졌고 1949년 중화인민공화국이 수립된 후 새로운 발전의 기회에 직면했다. 이 연극은 중국 전역에 퍼졌고 1980년대 중반 이전에 중국의 다른 300개의 지방 연극보다 앞섰다.2006년 5월 20일, 허난 연극은 최초의 국가무형문화유산 목록에 포함되었다.

## 역사
예극은 명나라 말기와 청나라 초기에 생겨났다. 초기에는 화장을 하지 않은 송가리아가 주를 이루었고, 이는 서민들의 사랑을 받았다. 결과적으로, 예극은 빠르게 발전했다. 예극의 기원은 추적하기 어렵고, 그 기원에 대한 설명은 서로 다르다. 기원과 형성에 관해서는 고서적에 기록이 부족하고, 심도 있고 종합적인 탐구와 연구에 종사하려는 학자는 거의 없다.
1920년대와 1930년대 이래로 연극의 기원에 대한 다양한 이론과 관점이 있었다. 모든 사람들을 납득시킬 만한 증거가 충분하지 않기 때문에 연구자들이 일반적으로 동의하는 이론은 하나도 없고, 따라서 유사하고 완전히 반대되는 주장들이 다수 존재한다. 연극의 기원에 관한 네 가지 주요한 의견은 그것들이 산시 가극, 허난의 민속 사회, 중국의 중부 평원 지역에서 인기 있는 오페라 곡조, 허난 방자의 전신에서 비롯되었다는 것이다.

## 허난 연극 예술

### 예술적 특성
허난 연극의 예술은 고대와 현대, 화해의 단단함과 부드러움, 개방적이고 관대하며 "중화"의 아름다움을 가지고 있다. 허난 연극은 노래로 유명하다. 먼저 허난연극의 노래는 소리가 크고 힘이 세며 웅장하고 절제된 모습으로 열정적이고 절제되지 않은 남성미가 넘치며 정서적인 힘이 강하다. 둘째, 허난 연극은 건전하고 맑고 자연스럽고 살과 피가 있으며 인물의 내면을 잘 표현하고 있다. 더욱이 허난 연극의 리듬은 뚜렷하고 강하며 갈등이 첨예하며 이야기의 시작과 끝이 유머러스하고 경쾌한 가락과 결합되어 있어 허난 연극은 쉬운 희극을 상연하기에 적합할 뿐만 아니라 웅장하고 큰 장면의 황제와 장군을 연기하기에 적합하다, 슬픈 노래를 부르는 것은 슬픈 드라마를 연기하는데 매우 적합하다.키플롯의 허난연극은 일반적으로 큰 판가르기, 매끄럽고 뚜렷한 리듬, 매우 도전적이고 일반적으로 명확한 단어, 청중들이 듣기 쉬운 단어 등으로 배치되어 중앙평원 예술의 독특한 매력을 보여준다.

### 역할
허난 연극의 역할은 "성단네 추악한"으로 구성되어 있다. 일반적으로 4개의 성, 4개의 단, 4개의 꽃 얼굴로 알려져 있다. 이 단체의 극단은 학생 4명, 부인 4명, 화려한 얼굴 4명, 군인 4명, 장군 4명, 가정부 4명, 장면 8명, 관리 2박스, 잡역부 4명이다. 네 명은 정성, 어성, 샤오성, 우성이다. 정성은 홍성, 다성, 다홍 얼굴로도 알려져 있으며, 어성은 두 개의 붉은 얼굴, 즉 붉은 얼굴로도 알려져 있다.

## 튜닝 유형
예극에는 크게 네 가지 유형이 있다. 샹푸 튠 연극은 카이펑 주변에서 들을 수 있고, 우둥 튠은 상추 지역에서 들을 수 있다. 뤄양 주변에는 위시 곡조가, 뤄허 주변에는 사허 곡조가 들려온다. 유동과 유시가 주된 형태로, 유동은 희극을, 유시는 비극을 표현한다. 청나라 말기(1644년-1911년)에 허난성 방자는 크게 확장되었다. 허난 방자는 생활습관, 언어적 특성, 자연환경, 문화심리학, 미적 취향 등이 다르기 때문에 허난 지역마다 레퍼토리에서 연극적인 곡조로 변화하였다. 따라서 허난 연극의 4가지 주요 곡조가 형성되었다.네 가지 유형은 허난성의 서로 다른 지역을 중심으로 한다.

## 유명한 사람들
가장 유명한 허난 연극 배우들은 장샹위, 천쑤셴, 추이란톈, 마진펑이다. 언급된 네 명의 여배우들 외에도, 자오이팅, 탕시청, 그리고 이시중과 같은 유명한 배우들도 있다.
1995년부터 1992년까지 중국 연극 협회의 회원이자 허난 연극 협회의 감독이었다. 그의 예술 경력은 60년 이상에 달하며 연극 경력에 탁월한 기여를 했다. 그는 허난 오페라 역사에서 중요한 인물이다.
탕시성(1924년 ~ 1993년)은 중국 연극 협회의 회원이자 허난 연극 협회의 감독이다. 그의 예술적 업적은 허난 연극에서 남자 캐릭터의 최고봉에 기여했고 탕 씨는 허난 연극의 거장이다.
허난 연극의 유명한 거장인 이시중(1921-1996)은 허난 연극의 헤이안 공연자("암흑 같은 얼굴을 한 남자")의 대표이다.

## 현상 유지 및 제안 솔루션
그러나 수많은 비물질적인 문화유산과 관련된 중국 연극 중 중요한 지역 연극 장르로서, 허난 연극은 보호와 발전에 있어 어려운 상황에 직면해 있다.다른 많은 지방 예극 마찬가지로, 허난 연극의 미래는 상품 경제의 영향과 현대 생활 방식의 영향으로 인해 걱정스럽다. 연극과 도시 관객이 줄었고, 농촌 관객은 노인들이 다수를 차지하고 있다.어려운 상황을 개선하기 위한 제안에 대해, 허난 연극은 관광 자원과 상호 이익을 창출하여 더 많은 관객들을 끌어들일 수 있다. 동시에, 허난 연극 소재의 탐사와 연구가 풍부해지고, 허난 연극 개발에 대한 투자가 증대될 수 있으며, 허난 연극 관광의 생산화는 시대적 요구를 충족시킬 수 있다. 허난 연극의 관광 선전 강화, 허난 연극 문화의 특색 있는 브랜드 구축, 허난 연극 관광 체험 사업 개발, 허난 연극 축제 개최, 허난 연극 관광의 새로운 힘 배양, 그리고 허난 연극 관광의 다양한 발전 모델을 탐구한다.